# برسبيت
برسبيت أو بارسبت وهي إمرة خزرية حكمت إمبراطورية الخزر في عام 730. وتذكر المصادر العربية أنها أما خاقانات الخزر، وفي بعض المصادر تُسمى ببرسبك.